# Al-Ittihad SC Aleppo
Al-Ittihad Sports Club of Aleppo (tiếng Ả Rập: نادي الاتحاد الرياضي الحلبي) là một câu lạc bộ chuyên nghiệp của nhiều môn thể thao đóng tại Aleppo (thủ đô của Syria) chủ yếu được biết đến với đội bóng đá đang thi đấu tại Giải vô địch quốc gia Syria, giải đấu hàng đầu của bóng đá Syria. Là một trong những câu lạc bộ thành công nhất trong lịch sử bóng đá Syria, Al-Ittihad vô địch sáu lần Giải vô địch quốc gia Syria và 9 lần vô địch Cúp Syrian. Ở châu Á, thành tích tốt nhất của họ là vào năm 2010 khi họ đã trở thành nhà vô địch AFC Cup.
Câu lạc bộ được thành lập vào năm 1949 và đã nhận được giấy phép hoạt động vào năm 1953. Sân nhà của họ là ở Sân vận động Quốc tế Aleppo kể từ khi khánh thành vào năm 2008. Câu lạc bộ cũng có sân riêng của họ đó là Sân vận động Al-Ittihad với sức chứa 16.000 khán giả.
Al-Ittihad cũng được biết đến với đội bóng rổ của họ. Nhìn chung, 20 loại hình thể thao đang được phát triển bởi câu lạc bộ.

## Lịch sử
Câu lạc bộ được thành lập vào ngày 20 tháng 1 năm 1949 dưới cái tên Halab Al-Ahli Club, bởi việc hợp nhất của ba đội bóng nhỏ hơn ở Aleppo: Al-Janah (The Wing), Osud Al -Shahba (Lions của Shahba) và Al-Nejmeh (The Star), trước khi nhận được công nhận chính thức của Bộ nội vụ về ngày 24 tháng 9 năm 1953. Năm 1972, tên của câu lạc bộ đã được đổi thành Al-Ittihad Aleppo bởi các quyết định của chính phủ Syria.
Trước khi nền tảng của các giải đấu bóng đá chính thức của Syria, câu lạc bộ đã thi đấu trong các cuộc thi khác nhau trong khu vực trong Aleppo Governorate như các giải đấu khu vực của Aleppo và Aleppo Municipality Shield (tiếng Ả Rập: درع بلدية حلب).
Câu lạc bộ đã tham gia các giải đấu bóng đá đầu tiên tổ chức tại Syria trong mùa giải 1966-1967 khi họ đã trở thành nhà vô địch. Kể từ đó, họ đã không bao giờ chuyển xuống hạng dưới.

## Sân vận động

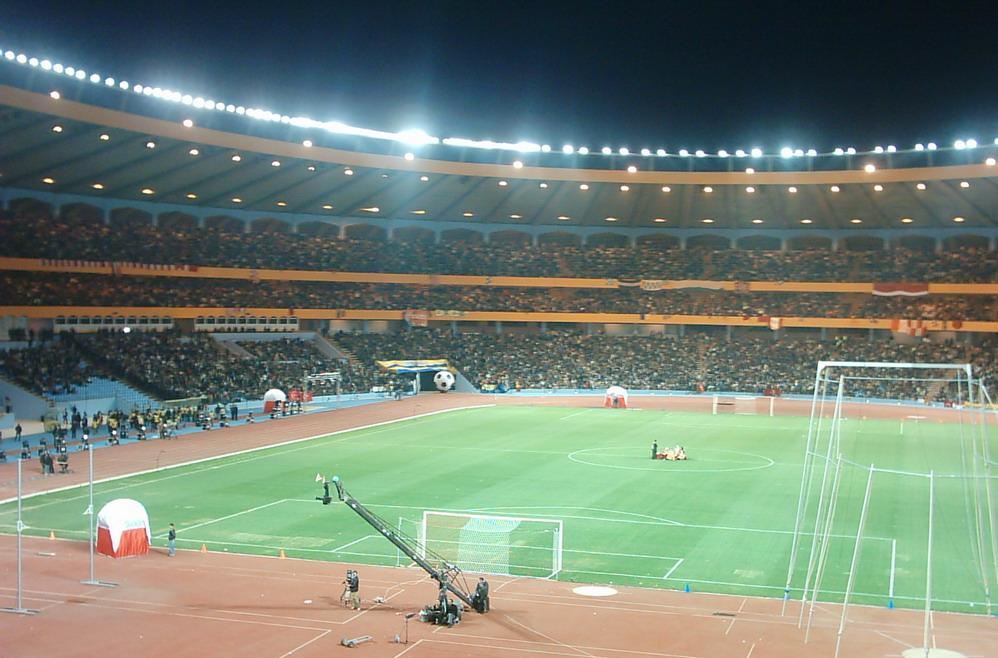
Al-Ittihad fans crowded in the Sân vận động quốc gia Aleppo

Sân nhà ban đầu Al-Ittihad kể từ đầu những năm 1950 là Sân vận động thành phố Aleppo được coi là một trong những sân vận động lịch sử nhất ở Syria. Vào đầu những năm 1990 câu lạc bộ chuyển đến mới được xây dựng Sân vận động Al-Hamadaniah. Sau lễ khánh thành của Sân vận động Quốc tế Aleppo vào năm 2008, câu lạc bộ quyết định sử dụng sân này làm sân nhà của họ tại giải đấu Syria và AFC Cup thi đấu tại sân vận động hiện đại này, có thể chứa khoảng 75.000 khán giả. Sân vận động Al-Hamadaniah vẫn được sử dụng như là một địa điểm thay thế nếu cần.
| Tên sân vận động            | Sức chứa                                             | Năm     |
| --------------------------- | ---------------------------------------------------- | ------- |
| Sân vận động 07 tháng 4     | 12.000                                               | 1949–90 |
| Sân vận động Al-Hamadaniah  | Original: 25.000 (15.000 trước khi cải tạo năm 2008) | 1990–08 |
| Sân vận động Quốc tế Aleppo | 75.000                                               | 2008–   |

### Cơ sở hạ tầng đào tạo

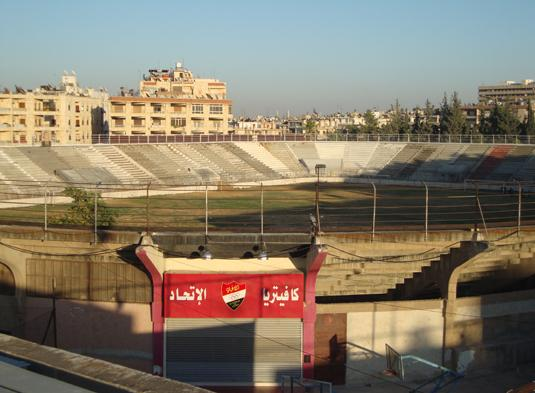
Sân vận động Al-Hamadaniah

Cơ sở huấn luyện của Al-Ittihad đang nằm ở quận al-Shahbaa Aleppo. Khu phức hợp nhà của Sân vận động Al-Ittihad với công suất 10.000 khán giả, một sân đào tạo trong nhà gần đó và nhiều nốt nhỏ khác. Ngoài ra còn có, sân hai bóng rổ, hồ bơi ngoài trời nhà hàng phòng hội nghị và văn phòng.

## Màu sắc và trang phục
Kể từ khi thành lập đến nay, các màu sắc truyền thống của bộ nhà Al-Ittihad của màu đỏ với thiết kế khác nhau trong những năm qua. Do đó, câu lạc bộ có tên gọi  'The Castle đỏ'  của người hâm mộ như một tham chiếu đến cột mốc chính của thành phố; các Citadel Aleppo. Bộ kit đi có thể thay đổi giữa một bộ màu trắng đầy đủ và một bộ màu trắng với sọc đỏ trên áo.

## Thành tích bóng đá
- Giải vô địch Syrian: 7

Vô địch: 1967, 1968, 1977, 1993, 1995, 2005, 2025
- Cúp Syrian: 9

Vô địch: 1965, 1973, 1982, 1984, 1985, 1994, 2005, 2006, 2011
- AFC Cup: 1

Vô địch: 2010

## Thành tích tại AFC
- Asian Club Championship: 1 lần tham dự

1985: 4th place
- AFC Champions League: 5 lần tham dự

2002–03: Vòng loại khu vực phía Tây - Vòng 3
2006: Vòng bảng
2007: Vòng bảng
2008: Vòng bảng
2011: Vòng play-off bán kết khu vực phía Tây.
- AFC Cup: 3 lần tham dự

2010: Vô địch
2011: Vòng bảng
2012: Vòng bảng

## Đội hình hiện tại
Ghi chú: Quốc kỳ chỉ đội tuyển quốc gia được xác định rõ trong điều lệ tư cách FIFA. Các cầu thủ có thể giữ hơn một quốc tịch ngoài FIFA.
| Số | VT | Quốc gia | Cầu thủ            |
| -- | -- | -------- | ------------------ |
| —  | TM | Syria    | Zakaria Dehneh     |
| —  | TM | Syria    | Khaled Ibrahim     |
| —  | TM | Syria    | Mohamad Mardini    |
| —  | HV | Syria    | Zakaria Boudaqa    |
| —  | HV | Syria    | Ahmad Bastanli     |
| —  | HV | Syria    | Omar Hemidi        |
| —  | HV | Syria    | Zakaria Hasan Beik |
| —  | HV | Syria    | Omar Samman        |
| —  | HV | Syria    | Ahmad Al Ali       |
| —  | HV | Syria    | Firas Misho        |
| —  | TV | Syria    | Hussain Haj Ali    |
| —  | TV | Syria    | Hazem Jabara       |
| —  | TV | Syria    | Ayman Salal        |

| Số | VT | Quốc gia | Cầu thủ            |
| -- | -- | -------- | ------------------ |
| —  | TV | Syria    | Fares Hindawi      |
| —  | TV | Syria    | Mohamad Mido       |
| —  | TV | Syria    | Mohamad Ghabbash   |
| —  | TV | Syria    | Abdulhadi Sawas    |
| —  | TV | Syria    | Zakaria Al Omari   |
| —  | TV | Syria    | Mohamed Al Youssef |
| —  | TV | Syria    | Radwan Kalaji      |
| —  | TV | Syria    | Ibrahim Sawas      |
| —  | TV | Syria    | Mohamad Al Ahmad   |
| —  | TĐ | Syria    | Saleh Al Raei      |
| —  | TĐ | Syria    | Hussam Omar        |
| —  | TĐ | Syria    | Rafat Mohtadi      |
| —  | TĐ | Syria    | Abdullah Najjar    |

## Quản lý
Ban điều hành của Al-Ittihad Aleppo Club:
ittihadaleppo.com|date=November 2012]

| Chức vụ                                 | Tên                  |
| --------------------------------------- | -------------------- |
| Chủ tịch Hội đồng quản trị              | Ahmad Kayyal         |
| Giám đốc đầu tư và thiết bị             | Mulham Tabbara       |
| Thành viên Hội đồng                     | Jum'a ar-Rashed      |
| Giám đốc Ủy ban hành chính và luật pháp | Ayman Hazzam         |
| Giám đốc tài chính                      | Ziyad al-Sheikh Omar |
| Thành viên Hội đồng                     | Weizar Sarmini       |
| Giám đốc trung tâm đào tạo              | Reem Sabbagh         |

## Danh sách huấn luyện viên
| - Abdel Qader Tayfur (1965–67) - Zaki Natoor (1967–77) - Mahmoud Sultan (1981–84) - Wael Aqqad (1990) - Nael Burghol - Ahmad Hawash (1992–93) - Fateh Zaki (1994–95) - Jerzi Neverly (1999–00) - Osvaldo Ardiles (2001) - Stefan Genov (2001–02) - Hassan El-Shazly (2002–03) - Amin Alati (2003) - Mahmoud Abou-Regaila (Feb 2004 – July 2004) - Yaser Al-Siba'i (2004–05) - Ahmad Hawash (2005–06) | - Hussain Afash (2006–07) - Oscar Fulloné (July 2007 – January 2008) - Valeriu Tiţa (Feb 2008 – April 2009) - Hussain Afash (April 2009 – July 2009) - José Rachão (August 2009 – November 2009) - Mohammad Khattam (Nov 2009) - Fateh Zaki (November 2009 – February 2010) - Valeriu Tiţa (February 2010 – December 2010) - Kemal Alispahić (January 2011 – June 2011) - Amin Alati (November 2011 – December 2011) - Hussain Afash (January 2012 – April 2012) - Ammar Rihawi (2013) - Anas Sabouni (January 2014 - March 2014) - Radwan al-Abrash (March 2014 - September 2014) |